# Franz Alexander von Kleist

Franz Alexander von Kleist

Franz Alexander von Kleist (* 24. Dezember 1769 in Potsdam; † 8. August 1797 in Ringenwalde) war ein deutscher Dichter des ausgehenden 18. Jahrhunderts.

## Herkunft
Franz Alexander war ein Angehöriger der pommerschen Adelsfamilie von Kleist. Er war ein Sohn des preußischen Generals der Infanterie Franz Kasimir von Kleist (1736–1808) und dessen Ehefrau Caroline Luise Eleonore Johanne, geborene von Kleist (1747–1780) aus dem Hause Zützen. Friedrich Ludwig Heinrich von Kleist war sein jüngerer Bruder.

## Leben
Im Jahre 1784 trat Kleist in das Infanterieregiment des Herzogs von Braunschweig ein. Da sein Regiment in Halberstadt stand, ergab sich ein enger Kontakt zu Johann Wilhelm Ludwig Gleim, der auf Grund seiner früheren Freundschaft zu dem 1759 gefallenen „Frühlingsdichter“ Ewald Christian von Kleist besondere Sympathie für Franz Alexander empfand. Kleist wird der Halberstädter Poetenschule zugerechnet und mehrere Texte sind dort entstanden. Auch nachdem er Halberstadt verlassen hatte, stand Kleist bis zu seinem frühen Tod im Briefwechsel mit Gleim. Er machte den Feldzug von 1789 mit, verließ dann die Armee und ging nach Berlin. Unter dem Minister Ewald Friedrich von Hertzberg wurde er 1791 Legationsrat, vermählte sich im Januar 1792 mit Albertine von Jungk (1774–1855) und verließ schon im darauf folgenden Jahr wieder den Staatsdienst.
Kleist war Mitglied der von 1785 bis 1810 bestehenden Literarischen Gesellschaft Halberstadt.
Nachdem er das Gut seines verstorbenen Schwiegervaters, Falkenhagen bei Frankfurt (Oder), zunächst gekauft und dann wieder verkauft hatte, ließ er sich auf Ringenwalde bei Neudamm in der Neumark nieder, und starb, sein frühes Ende ahnend, im Alter von noch nicht einmal 28 Jahren. Seine Witwe heiratete im Jahre 1800 den damaligen Kapitän Ferdinand Heinrich Thomas von Waldow (1765–1830) aus Dannenwalde.
Kleist hat in seiner kurzen Lebenszeit viel veröffentlicht. Seine Ballade Nicolas der Taucher behandelt dasselbe Motiv wie Friedrich von Schillers Ballade vom Taucher und bildet eine der Textvorlagen für die sizilianisch-deutsche Ballade Legende vom Colapesce der sizilianischen Volksmusikgruppe Kàlamos. Zu seinen Lebzeiten und unmittelbar nach seinem Tode wurde er viel gelesen, danach fast vergessen. Im Kleist-Museum Frankfurt (Oder) wird auch das literarische Erbe Franz Alexander von Kleists gepflegt. Im Gleimhaus Halberstadt befindet sich sein Schriftwechsel mit Gleim.

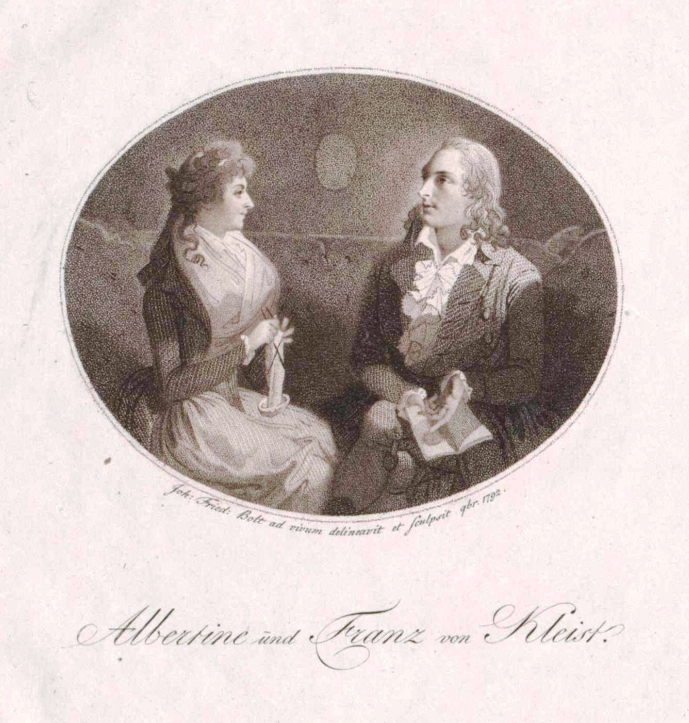
Albertine und Franz von Kleist (1792)

## Familie
Er hatte mit seiner Frau Albertine von Jungk (1774–1854) folgende Kinder:
- Ferdinand († jung)
- Karl († jung)
- Adelaide (1794–1854) ⚭ Ludwig von Wurmb (1788–1855), preußischer Generalmajor

## Werke
- Hohe Aussichten der Liebe. Berlin 1789.
- Fantasien auf einer Reise nach Prag. Dresden u. Leipzig 1792.  (Neu hrsg. von Anke Tanzer, Heilbronn, 1996)
- Nicolaus der Taucher. in: Deutsche Monatszeitschrift. Berlin, 1792, Band 3 S. 53ff. (Digitalisat)
- Sappho. Ein dramatisches Gedicht. Berlin 1793 (Digitalisat)
- Das Glück der Liebe. Berlin 1793 (Digitalisat)
- Zamori und Midora, oder die Philosophie der Liebe. In zehn Gesängen. Berlin 1793.
- Das Glück der Ehe. Berlin 1796.
- Vermischte Schriften. Berlin 1797 (Digitalisat)
- Liebe und Ehe. In drei Gesängen. Berlin 1799.
- Werke. Hamm 2016. (Digitalisat)